# Saysutshun (Newcastle Island Marine) Provincial Park
Der Saysutshun (Newcastle Island Marine) Provincial Park ist ein 363 Hektar großer Provincial Park in der kanadischen Provinz British Columbia. Der Park liegt auf der gleichnamigen Insel, einige 100 Meter Luftlinie östlich von Nanaimo vor Vancouver Island und gehört zum Regional District of Nanaimo.
Da der Park auf einer Insel liegt, kann er nur mit einer Fähre oder einem Boot erreicht werden. Die Fähre verkehrt vom Maffeo-Sutton Park in Nanaimo aus, allerdings nur in den Sommermonaten.

## Anlage
Der Park umfasst heute die komplette Insel Newcastle Island, in den Gewässern der Straße von Georgia. Stellenweise hat das Ufer eine steil abfallende Böschung, in welcher sich dann Höhlen und Grotten finden. Der Park ist dabei eher flach mit leichten Bodenwellen und steigt nach Nordwesten auf etwa 20 Meter Höhe an. Weiterhin findet sich auf der Insel ein kleiner See. Neben den 334 Hektar Landfläche gehören auch noch 29 Hektar Gezeitenzone und umgebende Gewässer zum Park. Der Schwerpunkt der touristischen Infrastruktur sowie der Fähr- und Bootsanleger befindet sich im südlichen Teil der Insel.
Bei dem Park handelt es sich um ein Schutzgebiet der Kategorie II (Nationalpark).

## Geschichte
Der Park wurde im Jahr 1961 mit einer Größe von 745 acres, das entspricht rund 301,5 Hektar, eingerichtet. Im Laufe der Zeit wurde dann mehrfach der Status des Parks und seine Größe geändert. Sein Name geht dabei auf die Insel zurück, auf welcher der Park liegt. Die Insel wiederum erhielt ihren Namen 1849, als auf ihr Kohle gefunden wurde. Wegen dieser Funde wurde mit dem Namen an die englische „Kohlestadt“ Newcastle upon Tyne erinnert.
Wie jedoch bei fast allen Provinzparks in British Columbia gilt auch für diesen, dass er lange bevor die Gegend von Einwanderern besiedelt oder sie Teil eines Parks wurde, sie Siedlungs- und Jagd-/Fischereigebiet verschiedener Stämme der First Nations, hier hauptsächlich vom Volk der Snuneymuxw, war. In der Ankunftszeit der europäischen Entdecker und Siedler fanden sich noch zwei kleinere Ansiedlungen dieser First Nations auf der Insel. Ursprünglich waren diese Ansiedlungen nicht das ganze Jahr über bewohnt. Die First Nations lebten dort nur zu, von der Fischerei, bestimmten Zeiten im Jahr. Die Ansiedlungen wurde zwar verlassen, im Park finden sich aber immer noch zahlreiche Stätten von archäologischer Bedeutung.
Die First Nations waren auch die ersten, die auf der Insel Kohle förderten, schnell wurden sie jedoch von den europäischen und chinesischen Bergleuten der Hudson’s Bay Company verdrängt. Diese förderte hier ab 1853 Kohle, bevor sie ihre Rechte an die Vancouver Coal Mining and Land Company verkaufte. Insgesamt dauerte die Kohleförderung auf der Insel bis 1883.
Länger als die Kohleförderung dauerte der Abbau von Sandstein auf der Insel. Der Baustoff wurde entlang der Westküste bei vielen Bauten verwendet und von 1869 bis 1932 abgebaut.
Newcastle Island spielte auch in der Fischerei der Provinz eine Rolle. Bis 1910 hatten die Japaner hier die Fischerei dominiert und eine kleine Siedlung auf der Westseite der Insel etabliert. Hier betrieben sie noch bis 1941 eine kleine Fischsalzerei und eine kleine Werft, dann wurden sie jedoch wie alle japanischen Kanadier, die entlang der Küste lebten, zwangsweise in Internierungslager im Landesinneren umgesiedelt.
Etwa 1930 begann dann die Karriere der Insel als Ausflugs- und Erholungsort. Die Canadian Pacific Railway betrieb mit einem ihrer Tochterunternehmen, dem British Columbia Coast Steamship Service, bereits auf einer anderen Insel der Gulf Islands einen solchen Ausflugs- und Erholungsort. Mit den Fahrten nach Newcastle Island erweiterte sie ihr Angebot und errichtete dazu den noch heute vorhandenen Pavillon auf der Insel.
Die Ära der CPR dauerte bis etwa Mitte der 1950er Jahre. Dann verkaufte die Eisenbahngesellschaft die Insel an die Stadt Nanaimo. In deren Besitz blieb die Insel jedoch auch nur für wenige Jahre. Ende der 1950er Jahre verkaufte die Stadt die Insel an die Provinz weiter, unter der Bedingung einen Provincial Park zu errichten.
Im Jahr 2021 wurde mit dem Protected Areas Of British Columbia Amendment Act (Bill 17-2021) der Parkname von „Newcastle Island Marine Park“ in „Saysutshun (Newcastle Island Marine) Park“ geändert.

## Flora und Fauna
Das Ökosystem von British Columbia wird mit dem Biogeoclimatic Ecological Classification (BEC) Zoning System in verschiedene biogeoklimatischen Zonen eingeteilt. Biogeoklimatische Zonen zeichnen sich durch ein grundsätzlich identisches oder sehr ähnliches Klima sowie gleiche oder sehr ähnliche biologische und geologische Voraussetzungen aus. Daraus resultiert in den jeweiligen Zonen dann auch ein sehr ähnlicher Bestand an Pflanzen und Tieren. Innerhalb des Ökosystems von British Columbia wird das Parkgebiet der Moist Maritime Subzone innerhalb der Coastal Douglas fir Zone zugeordnet.
Das ganzjährig milde und feuchte Klima, wobei die Monate Juli und August davon abweichend eher trocken und warm sind, führt zu idealen Wachstumsbedingungen. Eine forstwirtschaftliche Nutzung fand im Park für den örtlichen Bedarf statt. In dem entstandenen Sekundärwald findet sich wieder eine Anzahl von Pflanzen. An Bäumen finden sich hauptsächlich die Douglasie, der Riesen-Lebensbaum und die Küsten-Tanne sowie die Oregon-Eiche und der Oregon-Ahorn. Diese Artenvielfalt setzt sich auch im Unterwuchs mit zahlreichen verschiedenen Pflanzen fort. Es finden sich Besenginster, Jakobs-Greiskraut, Gemeiner Efeu und ungewöhnlicher Weise die Europäische Stechpalme.
Entsprechend der Insellage finden sich hier überwiegend kleine Säugetiere wie der Waschbär. Weiterhin finden sich zahlreiche Vögel, unter anderem auch Weißkopfseeadler.

## Benachbarte Parks
Auf Vancouver Island befinden sich noch zahlreiche weitere Provincial Parks, darunter der für seine zahlreichen Petroglyphen der First Nations bekannte Petroglyph Provincial Park.

## Aktivitäten
Der Park ist von ausgeprägter touristischer Bedeutung und zieht zahlreiche Besucher im Jahr an. Touristisch ist er ein typischer Park für Tagesbesucher. Allerdings bietet er auch 18 vorbereitete Flächen zum Zelten. Der touristische Schwerpunkt ist der südliche Inselbereich mit dem Picknickbereich und den dazugehörenden Unterständen sowie dem Pavillon aus dem Jahr 1931. Der Park verfügt über einfache Sanitäranlagen. Im Park wurden verschiedene Wanderwege angelegt, welche auch die anderen interessanten Punkte der Insel, wie den alten Minenschacht oder den Sandsteinbruch, erschließen.
Am Fähranleger findet sich auch die Bootsanlage mit den Anlegeplätzen für bis zu 42 Boote unterschiedlicher Größe.